# Kaiu
Kaiu era un municipio estonio del condado de Rapla. En la reforma administrativa de 2017 se fusionó con otros tres municipios para formar el nuevo municipio de Rapla.
Al 1 de enero de 2017 tenía 1236 habitantes en una superficie de 261 km².